# Myrbärtjärnen, Härjedalen
Myrbärtjärnen är en sjö i Härjedalens kommun i Härjedalen och ingår i Ljusnans huvudavrinningsområde.